# 令和COSTA行橋車站
令和COSTA行橋車站（日语：／ Reiwa Kosuta Yukuhashi eki */?），位於日本福岡縣行橋市，是平成筑豐鐵道田川線的鐵路車站。

## 概要
車站命名自附近的複合式商業設施「COSTA行橋」（コスタ行橋），「COSTA」為行橋市市花大波斯菊（Cosmos）與星星（Star）組合成的混成詞。
此車站原本預定於2018年開業營運，但因2018年7月西日本豪雨影響，而延至2019年。這座車站是日本第一個以新年號令和為名，且第一個在令和時代開業的鐵路車站。
車站站房由長期為JR九州設計鐵路車輛及車站的工業設計師水戶岡銳治操刀設計，候車室與月台使用福岡縣在地生產的木材。

## 歷史
- 2019年（令和元年）8月24日：開始營運。

## 車站構造
單式月台，僅設一股軌道。

## 相鄰車站
平成筑豐鐵道
田川線
行橋－令和COSTA行橋－美夜古泉

## 另見
與二十世紀以來的日本年號同名之其他車站為：
- 東京都東京地下鐵明治神宮前車站（但沒有「明治車站」）
- 大阪府JR西日本與大阪市高速電氣軌道的大正車站
- 長崎縣島原鐵道的大正車站
- 北海道廣尾線的大正車站（已於1987年2月2日起廢站）
- 神奈川縣鶴見線昭和車站
- 熊本縣豐肥本線平成車站

## 外部連結
平成筑豐鐵道 – 令和COSTA行橋車站 （页面存档备份，存于）（日語）